# Vòng loại Giải vô địch bóng đá thế giới 2014 (play-off CONCACAF – OFC)
Trận play-off CONCACAF – OFC vòng loại World Cup 2014 là một trận đấu theo thể thức lượt đi-lượt về (sân nhà và sân khách) giữa đội đứng đầu tại Vòng loại 2014 World Cup khu vực châu Đại Dương, New Zealand, và đội đứng thứ 4 vòng loại khu vực CONCACAF, México.
Trận đấu được diễn ra vào ngày 13 tháng 11 tại thành phố México và 20 tháng 11 năm 2013 tại Wellington.
Đây là lần thứ hai liên tiếp New Zealand tham dự một trận play-off FIFA World Cup; trước đó đội tuyển này đã giành chiến thắng 1–0 trước Bahrain ở trận play-off 2010.

## Trận lượt đi
| México                                                     | 5–1      | New Zealand |
| ---------------------------------------------------------- | -------- | ----------- |
| Aguilar 32' · Jiménez 40' · Peralta 48', 80' · Márquez 84' | chi tiết | James 85'   |

| Mexico | New Zealand |

| GK               | 23 | Moisés Muñoz           |  |     |
| DF               | 22 | Paul Aguilar           |  |     |
| DF               | 6  | Juan Carlos Valenzuela |  |     |
| DF               | 2  | Francisco Rodríguez    |  |     |
| DF               | 4  | Rafael Márquez (c)     |  |     |
| DF               | 7  | Miguel Layún           |  |     |
| MF               | 18 | Carlos Peña            |  | 64' |
| MF               | 8  | Juan Carlos Medina     |  |     |
| MF               | 20 | Luis Montes            |  | 60' |
| FW               | 19 | Oribe Peralta          |  | 82' |
| FW               | 11 | Raúl Jiménez           |  |     |
| Dự bị:           |    |                        |  |     |
| MF               | 10 | Sinha                  |  | 60' |
| MF               | 17 | Alonso Escoboza        |  | 64' |
| MF               | 5  | Jesús Molina           |  | 82' |
| Huấn luyện viên: |    |                        |  |     |
| Miguel Herrera   |    |                        |  |     |

| GK               | 1  | Glen Moss          |     |     |
| DF               | 7  | Leo Bertos         | 76' |     |
| DF               | 15 | Ivan Vicelich      | 58' |     |
| DF               | 22 | Andrew Durante     | 72' |     |
| DF               | 5  | Tommy Smith (c)    |     |     |
| MF               | 3  | Tony Lochhead      |     |     |
| MF               | 8  | Michael McGlinchey |     |     |
| MF               | 16 | Jeremy Brockie     |     | 60' |
| MF               | 21 | Jeremy Christie    |     | 54' |
| FW               | 20 | Chris Wood         | 16' | 67' |
| FW               | 17 | Kosta Barbarouses  |     |     |
| Dự bị:           |    |                    |     |     |
| MF               | 13 | Chris James        | 89' | 54' |
| MF               | 11 | Marco Rojas        |     | 60' |
| FW               | 10 | Rory Fallon        |     | 67' |
| Huấn luyện viên: |    |                    |     |     |
| Ricki Herbert    |    |                    |     |     |

| Trợ lý trọng tài: Gábor Erös (Hungary) György Ring (Hungary) Trọng tài bàn: István Vad (Hungary) |

## Lượt về
| New Zealand                    | 2–4      | México                           |
| ------------------------------ | -------- | -------------------------------- |
| James 80' (ph.đ.) · Fallon 83' | chi tiết | Peralta 14', 29', 33' · Peña 87' |

| New Zealand | Mexico |

| GK               | 1  | Glen Moss          |     |     |
| DF               | 5  | Tommy Smith (c)    |     |     |
| DF               | 6  | Bill Tuiloma       |     | 50' |
| DF               | 22 | Andrew Durante     |     |     |
| DF               | 14 | Storm Roux         |     |     |
| MF               | 13 | Chris James        | 88' |     |
| MF               | 11 | Marco Rojas        |     | 72' |
| MF               | 8  | Michael McGlinchey |     |     |
| MF               | 17 | Kosta Barbarouses  | 34' |     |
| FW               | 16 | Jeremy Brockie     |     |     |
| FW               | 9  | Shane Smeltz       | 21' | 53' |
| Dự bị:           |    |                    |     |     |
| DF               | 15 | Louis Fenton       |     | 50' |
| FW               | 10 | Rory Fallon        |     | 53' |
| MF               | 18 | Craig Henderson    |     | 72' |
| Huấn luyện viên: |    |                    |     |     |
| Ricki Herbert    |    |                    |     |     |

| GK               | 23 | Moisés Muñoz           | 38'   |     |
| DF               | 4  | Rafael Márquez (c)     |       |     |
| DF               | 6  | Juan Carlos Valenzuela |       |     |
| DF               | 2  | Francisco Rodríguez    |       |     |
| DF               | 22 | Paul Aguilar           |       |     |
| MF               | 7  | Miguel Layún           |       |     |
| MF               | 18 | Carlos Peña            |       |     |
| MF               | 20 | Luis Montes            | 3'    | 58' |
| MF               | 8  | Juan Carlos Medina     | 90+3' |     |
| FW               | 11 | Raúl Jiménez           |       | 68' |
| FW               | 19 | Oribe Peralta          |       | 76' |
| Dự bị:           |    |                        |       |     |
| MF               | 17 | Alonso Escoboza        |       | 58' |
| FW               | 9  | Aldo de Nigris         |       | 68' |
| MF               | 10 | Sinha                  |       | 76' |
| Huấn luyện viên: |    |                        |       |     |
| Miguel Herrera   |    |                        |       |     |

| Trợ lý trọng tài: Mark Borsch (Đức) Stefan Lupp (Đức) Trọng tài bàn: Marco Fritz (Đức) |